# Carlo Constantini
Carlo Constantini (Cortina d'Ampezzo, 1º dicembre 1947) è un giocatore di curling italiano, del Curling Club Anpezo.

## Carriera agonistica

### Nazionale
Il suo esordio con la nazionale italiana di curling è stato il campionato europeo del 1975, disputato a Megève, in Francia: in quell'occasione l'Italia si piazzò all'ottavo posto.
In totale Carlo vanta sette presenze in azzurro.
CAMPIONATI
Nazionale assoluta: 7 partite
- Europei
  - 1975 Megève ( Francia) 8°

### Campionati italiani
Carlo ha preso parte ai campionati italiani di curling inizialmente con il Curling Club Cortina poi con il Curling Club Anpezo.